# Prototroctes maraena
Prototroctes maraena is een  straalvinnige vissensoort uit de familie van Nieuw-Zeelandse snoekforellen of smelten (Retropinnidae). De wetenschappelijke naam van de soort is voor het eerst geldig gepubliceerd in 1864 door Günther.
De soort staat op de Rode Lijst van de IUCN als Gevoelig, beoordelingsjaar 2007. De omvang van de populatie is volgens de IUCN dalend.